# Nina Gruzincewa
Nina Aleksandrowna Gruzincewa (ros. Нина Александровна Грузинцева; ur. 7 kwietnia 1934 w Leningradzie, zm. 17 listopada 2021 w Nowogrodzie Wielkim) – rosyjska kajakarka, mistrzyni świata i trzykrotna mistrzyni Europy, olimpijka. W imprezach międzynarodowych startowała jako reprezentantka Związku Radzieckiego.

## Kariera sportowa
Zdobyła złoty medal w wyścigu kajaków dwójek (K-2) na dystansie 500 metrów na mistrzostwach Europy w 1957 w Gandawie (płynęła w parze z Niną Konistiapiną). Startując w parze z Mariją Szubiną zwyciężyła w tej konkurencji na mistrzostwach świata w 1958 w Pradze i srebrny medal na mistrzostwach Europy w 1959 w Duisburgu (wyprzedziła je tylko inna osada radziecka Jelizawieta Kisłowa i Antonina Sieriedina).
Zdobyła trzy medale na dystansie 500 metrów na mistrzostwach Europy w 1961 w Poznaniu: złote w konkurencji dwójek (razem z Ludmiłą Chwiedosiuk) i czwórek (K-4) (w osadzie radzieckiej płynęły również: Chwiedosiuk, Sieriedina i Nadieżda Lewczenko) oraz srebrny w konkurencji jedynek (K-1) (za Sieriediną, a przed Else-Marie Lindmark ze Szwecji).
Wystąpiła w wyścigu dwójek na 500 metrów, wraz z Sieriediną, na igrzyskach olimpijskich w 1964 w Tokio, zajmując w finale 4. miejsce.
Była mistrzynią ZSRR w sztafecie jedynek 4 × 500 metrów w 1956, 1959, 1961, 1963 i 1964, w dwójkach na 500 metrów w latach 1955 i 1959–1964 oraz w czwórkach na 500 metrów w 1960, 1962, 1963, 1965, 1967 i 1968.
Po zakończeniu wyczynowego uprawiania sportu była trenerką w Nowogrodzie, działaczką sportową i sędzią sportowyym.
W 1962 otrzymała tytuł Zasłużonego Mistrza Sportu ZSRR. Została odznaczona medalem jubileuszowym „Za Dzielną Pracę. Dla Upamiętnienia 100-lecia Narodzin Włodzimierza Iljicza Lenina” i medalem „Weteran pracy”.